# Óscar Cantuarias
Óscar Rolando Cantuarias Pastor, (Ascope, 13 de mayo de 1931 - Lima, 8 de noviembre de 2011),  fue un sacerdote peruano. Arzobispo Emérito de Piura.

## Biografía
Nacido en la ciudad de Ascope, de padres Edgardo Cantuarias y Blanca Pastor, fue el mayor de 5 hermanos, (en orden decreciente) Nelson, Juan, Elizabeth y Edgardo. Sus padres se trasladaron a la ciudad de Lima. Siguiendo su vocación religiosa, ingresó al Seminario de Santo Toribio de Mogrovejo de Lima.
Fue ordenado sacerdote el 17 de diciembre de 1955. Desde entonces desempeñó su ministerio sacerdotal en la diócesis de Huacho (Perú), habiéndose iniciado en la Parroquia de San Juan Bautista de la ciudad de Huaral. Su labor principal en Huaral fue formar grupos de niños de aquella época, a quienes les dio una formación espiritual sólida; el grupo se llamaba: Corazones Valientes.
En Huacho, desempeño su labor sacerdotal en la parroquia San Bartolomé, acompañando a niños y jóvenes. En agosto de 1970 fundó el Grupo Parroquial Juvenil "Los  Aguiluchos", grupo que hasta el día de hoy continúa su labor evangelizadora en la misma parroquia.

## Episcopado
El 2 de septiembre de 1973 fue nombrado  Obispo de Tacna y Moquegua, diócesis de Perú, recibiendo la ordenación episcopal el 2 de diciembre de ese mismo año. El 9 de septiembre de 1981 fue nombrado Arzobispo Titular  de la Arquidiócesis de Piura, tomando posesión el 6 de diciembre del mismo año. El 23 de noviembre de 2006 se retira del cargo y es nombrado Arzobispo emérito de Piura.
Falleció en la ciudad de Lima, el 8 de noviembre de 2011, luego de ser sometido a una delicada intervención quirúrgica. En la Iglesia de Santa Teresita del Niño Jesús de Lima, el Arzopispo de Lima realizó una misa de cuerpo presente, para luego ser trasladado a Piura donde se realiza su velorio y exequias el jueves 10 de noviembre al mediodía, siendo enterrado en la cripta de la Catedral.

## Premios y reconocimientos
Durante la Asamblea Plenaria de la Conferencia Episcopal Peruana, el 26 de enero del 2007, se le otorgó la Medalla de Oro de Santo Toribio de Mogrovejo.